# Gorowa
Le gorowa ou gorwaa est une langue afro-asiatique de la branche des langues couchitiques parlée en Tanzanie dans la région de Manyara et la région de Dodoma.

## Écriture
| /   | ’   | A a   | B b   | CH ch | D d   | E e   | F f     | G g   | GW gw | H h   | HH hh | I i   |
| J j | K k | KW kw | L l   | M m   | N n   | NG ng | NGW ngw | NY ny | O o   | P p   | Q q   | QW qw |
| R r | S s | SH sh | SL sl | T t   | TL tl | TS ts | U u     | W w   | X x   | XW xw | Y y   |       |

## Sources
- (en) Andrew David Harvey, The Gorwaa Noun: Toward a description of the Gorwaa language, School of Oriental and African Studies, University of London, 2018 (lire en ligne)